# 의상대
의상대(義湘臺)는 대한민국 강원특별자치도 양양군 강현면 전진리 동해안에 있는 정자로, 강원특별자치도유형문화재 제48호이다. 낙산사에서 홍련암의 관음굴로 가는 해안 언덕에 자리잡고 있다. 신라의 고승 의상(義湘)이 낙산사를 창건할 때 좌선하였던 곳으로, 1925년 8각형 정자를 짓고 의상대라 명명하였다.

## 개요
신라 문무왕 16년(676)에 낙산사를 지은 의상대사를 기념하기 위해 1925년에 만든 정자이다. 원래 이곳은 의상이 낙산사를 지을 당시 머무르면서 참선하였던 곳으로 예부터 의상대라 불렸다고 한다.
6각으로 만들어진 아담한 크기의 의상대는 낙산사에서 홍련암의 관음굴로 가는 길 해안 언덕에 있어 좋은 전망대 역할을 하고 있다. 난간을 비스듬하게 세운 것은 하나의 특징이라 할 수 있다.

## 사진

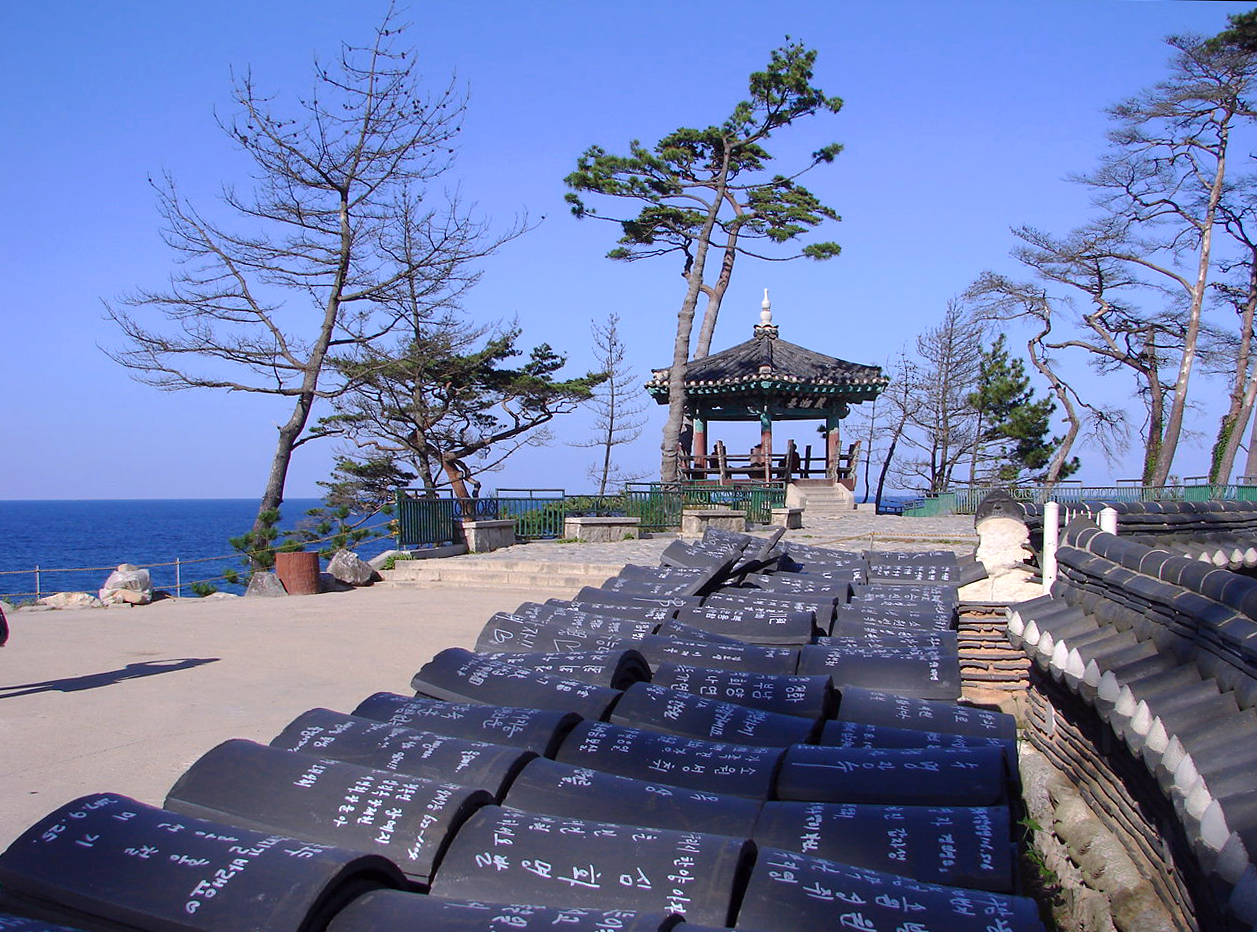
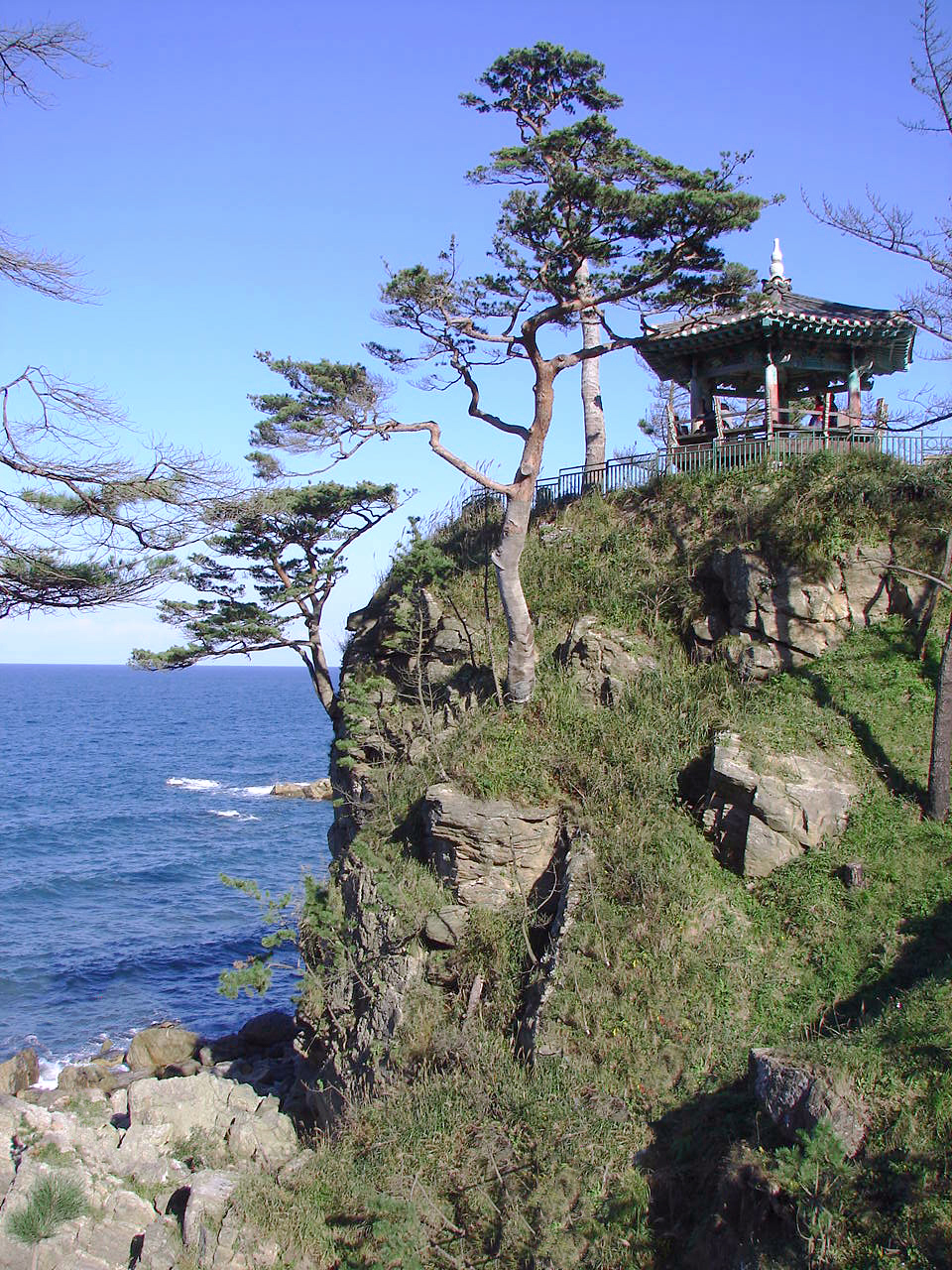
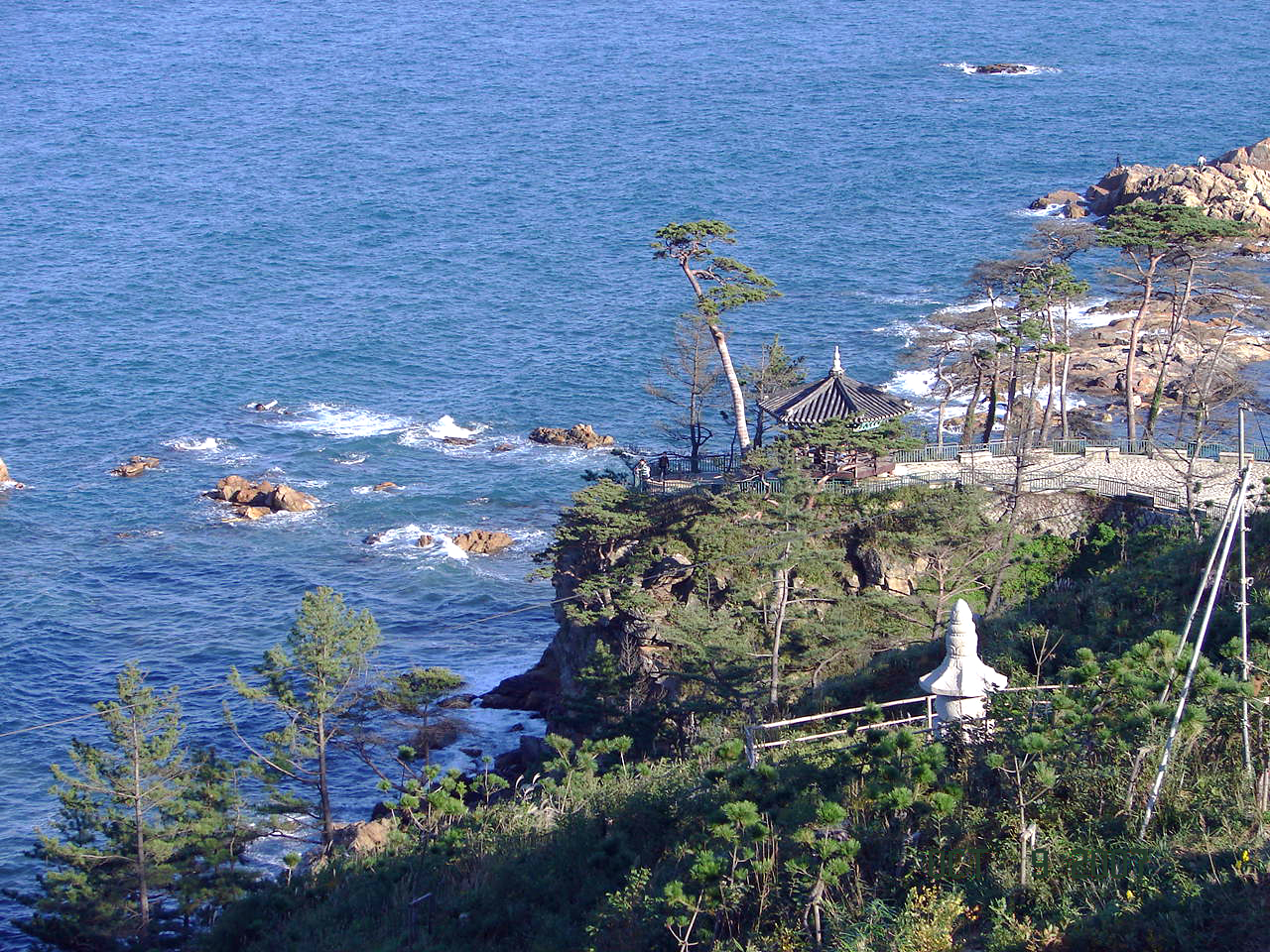
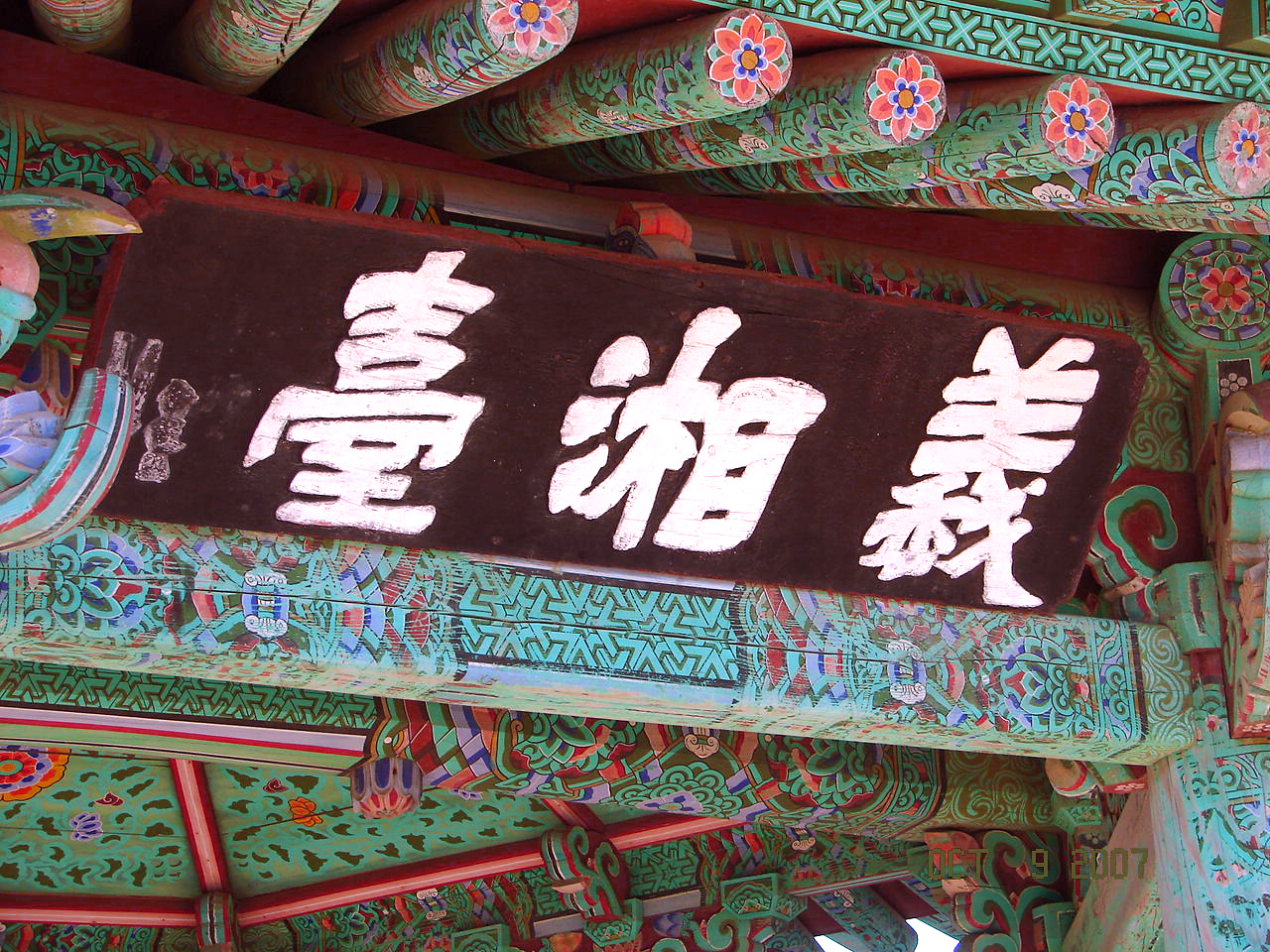

## 같이 보기
- 낙산사
- 양양 낙산사 의상대와 홍련암 (명승 제27호)
- 의상 (신라)
- 낙산사홍련암 - 강원도 문화재자료 제36호

## 참고 자료
- 의상대 - 국가유산청 국가유산포털